# Otcovy děti
Otcovy děti byla česká folk-rocková kapela, která vznikla roku 1988 kolem textaře, zpěváka a kytaristy Jardy Svobody.
Dalšími zakládajícími členy byli Bohouš Bulíř (klarinet) a Milan Netík (bicí). Hned další rok však do kapely přišli Jana Hyánková-Svobodová (syntezátor) a Michal Vavřina (baskytara) a Milana Netíka za bicími nahradil Petr Vizina. V roce 1990 Michala Vavřinu nahradil Šimon Konečný. V roce 1992 přišel houslista a akordeonista Jakub Sejkora, o rok později pak bubeník Luděk Krčmář. V roce 1993 skupina ukončila svoji činnost.
Repertoár skupiny tvořily písně Jardy Svobody, často s křesťanskými motivy, výjimečně překlady písní Boba Dylana apod. Dvě písně Otcových dětí (Jak to všechno pěkně roste a Nezdárný syn) přešly i do repertoáru Trabandu, pozdější skupiny Jardy Svobody, občas na koncertě zazní i další.
Po roce 1993 byla skupina Otcovy děti „vzkříšena“ dvakrát – poprvé na festivalu Otevřeno v Jimramově v roce 1999, podruhé pak v Plzni na Majálesu v roce 2006 na scéně věnované čtrnáctému výročí desky Znouzectnosti a spřátelených kapel ZNC uvádí své hosty na vlnách radia BLA BLA PLUS. Na tomto koncertě ale na baskytaru hrál Rudolf Brančovský ze skupiny Veselá zubatá.

## Diskografie
- Budiž světlo!, 1989 – demo
- Já jsem s tebou / Procházím se krajinou, 1991 – SP
- Mezi nebem a zemí, 1991
- ZNC uvádí své hosty na vlnách radia BLA BLA PLUS – 2 písně
- Mezi nebem a zemí, 1999 – plus jako bonus první SP
- Noc a den, 2003 – plus jako bonus dvě písně z desky ZNC